# 復興空廚
復興空廚是中華民國的一間空中廚房公司，由復興航空轉投資設立，2002年由復興航空空中廚房正式更名，2016年4月成為中興保全子公司。復興空廚旗下擁有通路「復興航棧‧幸福烘焙屋」，是跨足烘焙界所創立的通路品牌，將現有的航空文化與空廚技術做優勢的結合。目前在桃園市及新北市設有9間航棧。

## 歷史
1966年，復興航空於臺北松山機場成立「復興航空空中廚房」，供應國際航線班機餐點。
1979年，配合臺灣桃園國際機場啟用，復興航空於桃園縣南崁建立現代化空中廚房。
1998年，復興航空空中廚房進入鮮食市場。
2002年，復興航空空中廚房正式更名為「復興空廚股份有限公司」。
2010年1月，復興空廚成立通路「復興航棧‧幸福烘焙屋」。
2016年4月1日，因應復興航空解散前之業務縮減，復興空廚改隸為中興保全子公司。
2021年，因COVID-19疫情衝擊，復興空廚退出飛機餐業務，改專注經營調理包、年菜、麵包等家用食品業務至今。

## 服務資訊
供應連鎖餐飲體系精緻的烘焙產品、餐點及伴手禮等：
- 原本供應星宇航空、日本航空（桃園和松山航線）、四川航空機餐[1]。目前復興空廚在做大轉型，原本地面與機上餐業務原就各占一半，2020年因為新冠肺炎疫情，公司暫停機上餐業務，因此星宇與日航都轉往華膳空廚，2019年底剛簽新約的四川航空，因為停飛台灣，也就暫不處理，先專心經營團膳、代工與烘焙等業務。[2]
- 民航機及機場貴賓室餐點供應。
- 公司行號、機關團體、學校餐盒、團膳供應。
- 旗下通路復興航棧販售簡餐、便當、西點與伴手禮等。
- 電商品牌 B-TERMINAL|雲端主廚到你家 https://www.b-terminal.com.tw/ （页面存档备份，存于）

- 復興航棧‧幸福烘焙屋售出的麵包
- 臺北松山機場的復興空廚冷藏貨車。

## 外部連結
- 復興空廚 （页面存档备份，存于）
- 復興航棧‧幸福烘焙屋的Facebook專頁